# Mariana Soto
Mariana Soto Espinosa es una  Abogada y política chilena.
Se tituló de abogada en la Universidad de Chile. 
Asumió como subsecretaria de Energía de Chile, siendo la primera subsecretaria del Ministerio de Energía en la historia de Chile cuyo período fue entre el 1 de febrero de 2010 y el 11 de marzo de 2010.